# Буньо
Буньо́ (фр. Bougneau) — коммуна во Франции, находится в регионе Пуату — Шаранта. Департамент коммуны — Шаранта Приморская. Входит в состав кантона Пон. Округ коммуны — Сент.
Код INSEE коммуны — 17056.

## Население
Население коммуны на 2010 год составляло 571 человек.
| 1962 | 1968 | 1975 | 1982 | 1990 | 1999 | 2010 |
| ---- | ---- | ---- | ---- | ---- | ---- | ---- |
| 485  | 490  | 476  | 459  | 450  | 430  | 571  |

## Экономика
В 2010 году среди 362 человек трудоспособного возраста (15—64 лет) 283 были экономически активными, 79 — неактивными (показатель активности — 78,2 %, в 1999 году было 72,1 %). Из 283 активных жителей работали 258 человек (139 мужчин и 119 женщин), безработных было 25 (5 мужчин и 20 женщин). Среди 79 неактивных 13 человек были учениками или студентами, 42 — пенсионерами, 24 были неактивными по другим причинам.